# Israel i olympiska sommarspelen 2008
Israel i olympiska sommarspelen 2008 bestod av 43 idrottare som blivit uttagna av Israels olympiska kommitté.

## Friidrott
- Huvudartikel: Friidrott vid olympiska sommarspelen 2008

Förkortningar
- Noteringar – Placeringarna avser endast löparens eget heat
- Q = Kvalificerad till nästa omgång
- q = Kvalificerade sig till nästa omgång som den snabbaste idrottaren eller, i fältgrenarna, via placering utan att uppnå kvalgränsen.
- NR = Nationellt rekord
- N/A = Omgången ingick inte i grenen
- Bye = Idrottaren behövde inte delta i denna omgång

Herrar
Bana och landsväg
| Idrottare     | Gren           | Heat     | Heat      | Final            | Final            |
| Idrottare     | Gren           | Resultat | Placering | Resultat         | Placering        |
| ------------- | -------------- | -------- | --------- | ---------------- | ---------------- |
| Itai Magidi   | 3 000 m hinder | 9:05.02  | 13        | Gick inte vidare | Gick inte vidare |
| Haile Satayin | Maraton        | i.u.     | i.u.      | 2:30:07          | 69               |

Fältgrenar
| Idrottare          | Gren     | Kval    | Kval      | Final            | Final            |
| Idrottare          | Gren     | Distans | Placering | Distans          | Placering        |
| ------------------ | -------- | ------- | --------- | ---------------- | ---------------- |
| Aleksandr Averbukh | Stavhopp | 5.45    | 28        | Gick inte vidare | Gick inte vidare |
| Niki Palli         | Höjdhopp | 2.20    | 21        | Gick inte vidare | Gick inte vidare |

## Fäktning
- Huvudartikel: Fäktning vid olympiska sommarspelen 2008

Herrar
| Idrottare | Gren                  | Omgång 1              | Sextondelsfinal   | Åttondelsfinal    | Kvartsfinal       | Semifinal         | Final / BM        | Final / BM |
| Idrottare | Gren                  | Motståndare Poäng     | Motståndare Poäng | Motståndare Poäng | Motståndare Poäng | Motståndare Poäng | Motståndare Poäng | Placering  |
| --------- | --------------------- | --------------------- | ----------------- | ----------------- | ----------------- | ----------------- | ----------------- | ---------- |
| Tomer Or  | Florett, individuellt | McGuire (CAN) L 10–11 | Gick inte vidare  | Gick inte vidare  | Gick inte vidare  | Gick inte vidare  | Gick inte vidare  |            |

Damer
| Idrottare     | Gren                  | Omgång 1          | Sextondelsfinal              | Åttondelsfinal    | Kvartsfinal       | Semifinal         | Final / BM        | Final / BM       |
| Idrottare     | Gren                  | Motståndare Poäng | Motståndare Poäng            | Motståndare Poäng | Motståndare Poäng | Motståndare Poäng | Motståndare Poäng | Placering        |
| ------------- | --------------------- | ----------------- | ---------------------------- | ----------------- | ----------------- | ----------------- | ----------------- | ---------------- |
| Noam Mills    | Värja, individuellt   | i.u.              | Flessel-Colovic (FRA) L 8–15 | Gick inte vidare  | Gick inte vidare  | Gick inte vidare  | Gick inte vidare  | Gick inte vidare |
| Delila Hatuel | Florett, individuellt | BYE               | Nikitjina (RUS) L 9–10       | Gick inte vidare  | Gick inte vidare  | Gick inte vidare  | Gick inte vidare  | Gick inte vidare |

## Gymnastik
- Huvudartikel: Gymnastik vid olympiska sommarspelen 2008

### Artistisk gymnastik
Herrar
| Gymnast            | Gren       | Kval    | Kval    | Kval    | Kval    | Kval    | Kval    | Kval   | Kval      | Final            | Final            | Final            | Final            | Final            | Final            | Final            | Final            |
| Gymnast            | Gren       | Redskap | Redskap | Redskap | Redskap | Redskap | Redskap | Totalt | Placering | Redskap          | Redskap          | Redskap          | Redskap          | Redskap          | Redskap          | Totalt           | Placering        |
| Gymnast            | Gren       | F       | PH      | R       | V       | PB      | HB      | Totalt | Placering | F                | PH               | R                | V                | PB               | HB               | Totalt           | Placering        |
| ------------------ | ---------- | ------- | ------- | ------- | ------- | ------- | ------- | ------ | --------- | ---------------- | ---------------- | ---------------- | ---------------- | ---------------- | ---------------- | ---------------- | ---------------- |
| Alexander Shatilov | Mångkamp   | 15.600  | 13.825  | 14.075  | 15.575  | 14.500  | 14.225  | 87.800 | 29        | Gick inte vidare | Gick inte vidare | Gick inte vidare | Gick inte vidare | Gick inte vidare | Gick inte vidare | Gick inte vidare | Gick inte vidare |
| Alexander Shatilov | Fristående | 15.600  | i.u.    | i.u.    | i.u.    | i.u.    | i.u.    | 15.600 | 8 Q       | 14.125           | i.u.             | i.u.             | i.u.             | i.u.             | i.u.             | 14.125           | 8                |

### Rytmisk gymnastik
| Gymnast        | Gren         | Kval   | Kval     | Kval   | Kval   | Kval   | Kval      | Final            | Final            | Final            | Final            | Final            | Final            |
| Gymnast        | Gren         | Rep    | Tunnband | Käglor | Band   | Total  | Placering | Rep              | Tunnband         | Käglor           | Band             | Totalt           | Placering        |
| -------------- | ------------ | ------ | -------- | ------ | ------ | ------ | --------- | ---------------- | ---------------- | ---------------- | ---------------- | ---------------- | ---------------- |
| Neta Rivkin    | Individuellt | 16.500 | 16.825   | 16.450 | 16.100 | 65.875 | 14        | Gick inte vidare | Gick inte vidare | Gick inte vidare | Gick inte vidare | Gick inte vidare | Gick inte vidare |
| Irina Risenzon | Individuellt | 16.800 | 17.100   | 17.125 | 16.825 | 67.850 | 8 Q       | 17.025           | 16.350           | 16.850           | 16.550           | 66.775           | 9                |

| Gymnast                                                                                   | Gren  | Kval   | Kval                | Kval   | Kval      | Final  | Final               | Final  | Final     |
| Gymnast                                                                                   | Gren  | 5 rep  | 3 tunnband 2 käglor | Totalt | Placering | 5 rep  | 3 tunnband 2 käglor | Total  | Placering |
| ----------------------------------------------------------------------------------------- | ----- | ------ | ------------------- | ------ | --------- | ------ | ------------------- | ------ | --------- |
| Alona Dvornichenko Katerina Pisetsky Maria Savenkov Rachel Vigdorchick Veronika Vitenberg | Trupp | 15.300 | 16.225              | 31.525 | 7 Q       | 16.050 | 16.050              | 32.100 | 6         |

## Judo
Herrar
| Idrottare    | Gren                    | Inledande omgång     | Sextondelsfinal                | Åttondelsfinal           | Kvartsfinal          | Semifinal            | Återkval 1                  | Återkval 2                  | Återkval 3               | Final / BM               | Final / BM       |
| Idrottare    | Gren                    | Motståndare Resultat | Motståndare Resultat           | Motståndare Resultat     | Motståndare Resultat | Motståndare Resultat | Motståndare Resultat        | Motståndare Resultat        | Motståndare Resultat     | Motståndare Resultat     | Placering        |
| ------------ | ----------------------- | -------------------- | ------------------------------ | ------------------------ | -------------------- | -------------------- | --------------------------- | --------------------------- | ------------------------ | ------------------------ | ---------------- |
| Gal Yekutiel | Extra lättvikt (-60 kg) | BYE                  | Khashbaatar (MGL) W 0001–0000  | Dragin (FRA) L 0001–1001 | Gick inte vidare     | Gick inte vidare     | Khergiani (GEO) W 0001–0000 | Kishmakov (RUS) W 0001–0000 | Fallon (GBR) W 0200–0101 | Houkes (NED) L 0000–1012 | 5                |
| Ariel Ze'evi | Halv tungvikt (-100 kg) | i.u.                 | Demontfaucon (FRA) W 0010–0001 | Grol (NED) L 0001–0010   | Gick inte vidare     | Gick inte vidare     | Corrêa (BRA) L 0001–0011    | Gick inte vidare            | Gick inte vidare         | Gick inte vidare         | Gick inte vidare |

Damer
| Idrottare         | Gren                     | Sextondelsfinal      | Åttondelsfinal            | Kvartsfinal          | Semifinal            | Återkval 1               | Återkval 2           | Återkval 3           | Final / BM           | Final / BM       |
| Idrottare         | Gren                     | Motståndare Resultat | Motståndare Resultat      | Motståndare Resultat | Motståndare Resultat | Motståndare Resultat     | Motståndare Resultat | Motståndare Resultat | Motståndare Resultat | Placering        |
| ----------------- | ------------------------ | -------------------- | ------------------------- | -------------------- | -------------------- | ------------------------ | -------------------- | -------------------- | -------------------- | ---------------- |
| Alice Schlesinger | Halv mellanvikt (-63 kg) | BYE                  | Decosse (FRA) L 0000–0011 | Gick inte vidare     | Gick inte vidare     | Žolnir (SLO) L 0000–1001 | Gick inte vidare     | Gick inte vidare     | Gick inte vidare     | Gick inte vidare |

## Kanotsport
Sprint
| Kanotist         | Gren                 | Heat     | Heat      | Semifinal | Semifinal | Final            | Final            |
| Kanotist         | Gren                 | Tid      | Placering | Tid       | Placering | Tid              | Placering        |
| ---------------- | -------------------- | -------- | --------- | --------- | --------- | ---------------- | ---------------- |
| Michael Kolganov | Herrarnas K-1 500 m  | 1:38.396 | 1 QS      | 1:43.145  | 4         | Gick inte vidare | Gick inte vidare |
| Michael Kolganov | Herrarnas K-1 1000 m | 3:38.207 | 5 QS      | 3:43.108  | 8         | Gick inte vidare | Gick inte vidare |

## Konstsim
| Idrottare                      | Gren           | Teknisk rutin | Teknisk rutin | Fri rutin (inledande) | Fri rutin (inledande)  | Fri rutin (inledande) | Fri rutin (final) | Fri rutin (final)      | Fri rutin (final) |
| Idrottare                      | Gren           | Poäng         | Placering     | Poäng                 | Totalt (teknisk + fri) | Placering             | Placering         | Totalt (teknisk + fri) | Placering         |
| ------------------------------ | -------------- | ------------- | ------------- | --------------------- | ---------------------- | --------------------- | ----------------- | ---------------------- | ----------------- |
| Anastasia Gloushkov Inna Yoffe | Damernas duett | 43.583        | 15            | 43.334                | 86.917                 | 15                    | Gick inte vidare  | Gick inte vidare       | Gick inte vidare  |

## Segling
Herrar
| Seglare               | Gren | Lopp | Lopp | Lopp | Lopp | Lopp   | Lopp | Lopp | Lopp | Lopp | Lopp | Lopp | Summerad poäng | Finalplacering |
| Seglare               | Gren | 1    | 2    | 3    | 4    | 5      | 6    | 7    | 8    | 9    | 10   | M*   | Summerad poäng | Finalplacering |
| --------------------- | ---- | ---- | ---- | ---- | ---- | ------ | ---- | ---- | ---- | ---- | ---- | ---- | -------------- | -------------- |
| Shahar Tzuberi        | RS:X | 1    | 3    | 1    | 3    | 17     | 6    | 19   | 18   | 1    | 4    | 2    | 58             | 3              |
| Udi Gal Gideon Kliger | 470  | 13   | 16   | 13   | 14   | 30 BFD | 11   | 15   | 2    | 12   | 12   | EL   | 108            | 14             |

M = Medaljlopp; EL = Eliminerad – gick inte vidare till medaljloppet;
Damer
| Seglare                     | Gren         | Lopp | Lopp | Lopp | Lopp | Lopp | Lopp | Lopp | Lopp | Lopp | Lopp | Lopp | Summerad poäng | Finalplacering |
| Seglare                     | Gren         | 1    | 2    | 3    | 4    | 5    | 6    | 7    | 8    | 9    | 10   | M*   | Summerad poäng | Finalplacering |
| --------------------------- | ------------ | ---- | ---- | ---- | ---- | ---- | ---- | ---- | ---- | ---- | ---- | ---- | -------------- | -------------- |
| Maayan Davidovich           | RS:X         | 13   | 9    | 20   | 9    | 13   | 14   | 16   | 4    | 9    | 10   | 7    | 111            | 10             |
| Nufar Edelman               | Laser radial | 25   | 12   | 3    | 15   | 25   | 11   | 9    | 19   | 17   | CAN  | EL   | 111            | 16             |
| Vered Buskila Nike Kornecki | 470          | 8    | 13   | 1    | 2    | 8    | 19   | 3    | 1    | 11   | 15   | 2    | 66             | 4              |

M = Medaljlopp; EL = Eliminerad – gick inte vidare till medaljloppet;

## Simning
- Huvudartikel: Simning vid olympiska sommarspelen 2008

## Taekwondo
| Idrottare       | Gren            | Åttondelsfinaler     | Kvartsfinaler        | Semifinaer           | Återkval             | Bronsmatch           | Final                | Final            |
| Idrottare       | Gren            | Motståndare Resultat | Motståndare Resultat | Motståndare Resultat | Motståndare Resultat | Motståndare Resultat | Motståndare Resultat | Placering        |
| --------------- | --------------- | -------------------- | -------------------- | -------------------- | -------------------- | -------------------- | -------------------- | ---------------- |
| Bat-El Gatterer | Damernas −57 kg | Zubčić (CRO) L 3–4   | Gick inte vidare     | Gick inte vidare     | Gick inte vidare     | Gick inte vidare     | Gick inte vidare     | Gick inte vidare |

## Tennis
| Spelare                      | Gren       | Omgång 1                         | Omgång 2                          | Åttondelsfinaler  | Kvartsfinaler     | Semifinaler       | Final / BM        | Final / BM       |
| Spelare                      | Gren       | Motståndare Poäng                | Motståndare Poäng                 | Motståndare Poäng | Motståndare Poäng | Motståndare Poäng | Motståndare Poäng | Placering        |
| ---------------------------- | ---------- | -------------------------------- | --------------------------------- | ----------------- | ----------------- | ----------------- | ----------------- | ---------------- |
| Jonathan Erlich Andy Ram     | Herrdubbel | i.u.                             | Clément / Llodra (FRA) L 4–6, 4–6 | Gick inte vidare  | Gick inte vidare  | Gick inte vidare  | Gick inte vidare  | Gick inte vidare |
| Tzipora Obziler              | Damsingel  | Koryttseva (UKR) L 5–7, 7–5, 4–6 | Gick inte vidare                  | Gick inte vidare  | Gick inte vidare  | Gick inte vidare  | Gick inte vidare  | Gick inte vidare |
| Shahar Pe'er                 | Damsingel  | Cîrstea (ROU) W 6–3, 5–7, 6–0    | Zvonareva (RUS) L 3–6, 6–7(4–7)   | Gick inte vidare  | Gick inte vidare  | Gick inte vidare  | Gick inte vidare  | Gick inte vidare |
| Tzipora Obziler Shahar Pe'er | Damdubbel  | i.u.                             | Dulko / Jozami (ARG) L 3–6, 2–6   | Gick inte vidare  | Gick inte vidare  | Gick inte vidare  | Gick inte vidare  | Gick inte vidare |